# ایستگاه رادیویی پیر-سور-اوت

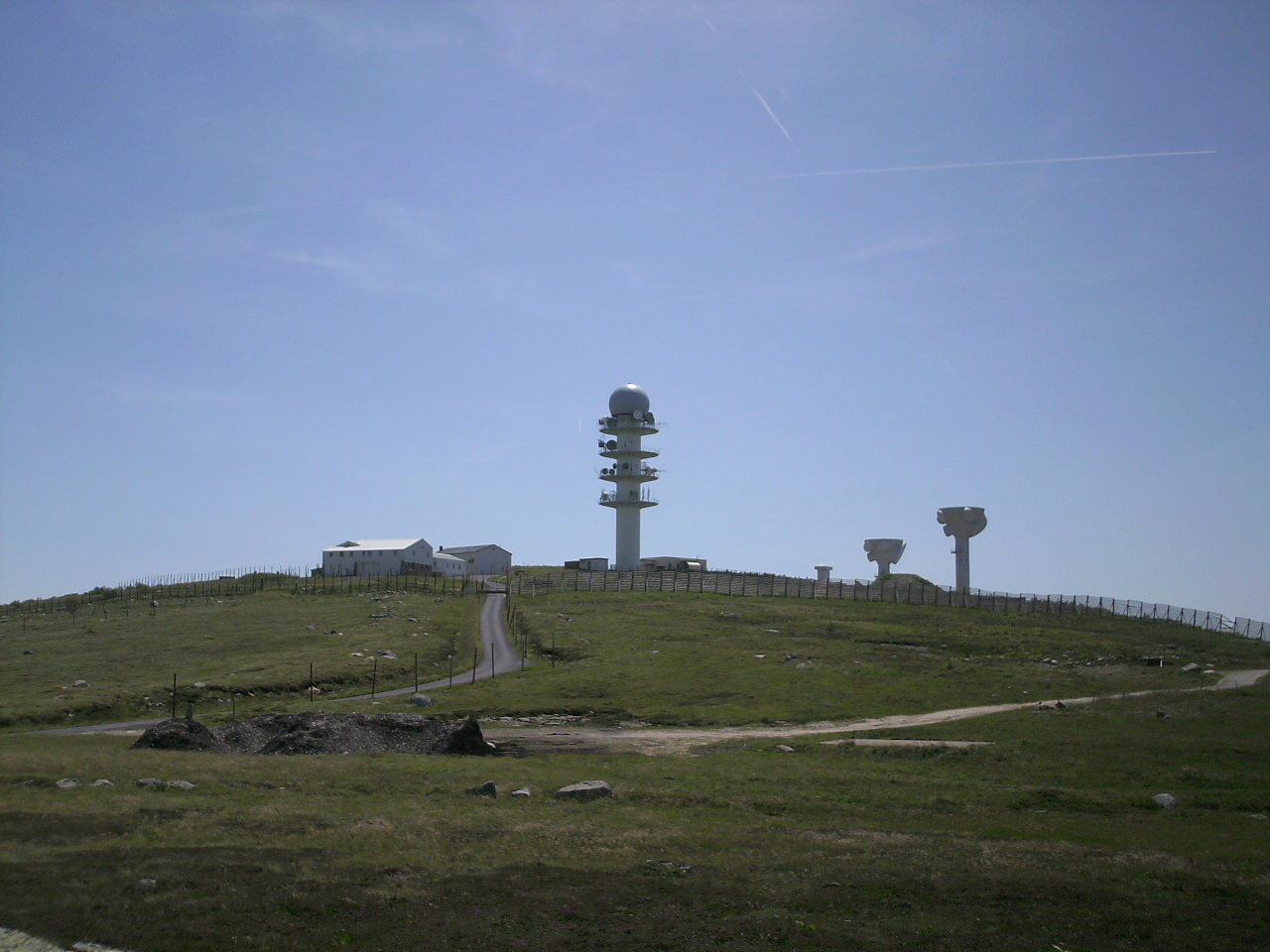
تصویری از ایستگاه رادیویی پیر-سور-اوت

ایستگاه رادیویی پیر-سور-اوت (به فرانسوی: Pierre-sur-Haute) یک ایستگاه به مساحت ۳۰-هکتار (۷۴-جریب-فرنگی) است که برای ارتباطات نظامی در فرانسه به کار می‌رود. این ایستگاه میان ناحیه‌های رون-آلپ و اوورنی قرار دارد.

## اختلافات در مورد مقاله این صفحه در ویکی‌پدیای فرانسوی
در آوریل ۲۰۱۳، مقاله ویکی‌پدیای فرانسوی این ایستگاه با نام Station hertzienne militaire de Pierre-sur-Haute توجه وزارت اطلاعات داخلی فرانسه (DCRI) را جلب کرد. این وزارتخانه با درخواست از بنیاد ویکی‌مدیا تلاش کرد که این مقاله را حذف کند اما ناموفق بود و اطلاعات این مقاله از منبع معتبری که یک مستند تلویزیونی قابل مشاهده برای عموم بود، گردآوری شده بود. بعد از آن DCRI با احضار و تحت فشار گذاشتن رمی متیس از مدیران ویکی‌پدیا آن را حذف کرد.و بعدتر آن مقاله توسط مشارکت‌کننده‌ای دیگر از سوئیس احیا شد. بنابر اثر استرایسند، این مقاله تبدیل به پربازدیدترین مقاله ویکی‌پدیای فرانسوی شد، که بیش از ۱۲۰٬۰۰۰ بازدید در آخرهفته ۶/۷ آوریل ۲۰۱۳ داشت.